# Ferrari 500 Superfast
La Ferrari 500 Superfast est une voiture de sport produite par le constructeur automobile italien Ferrari entre 1964 et 1966. Elle fait partie de la série des Ferrari America.

## Genèse
La Ferrari 500 Superfast est la dernière voiture de la lignée des Ferrari America, série de Ferrari conçues pour les clients américains et caractérisées par leur luxe et leur puissance. Présentée au salon de Genève 1964, elle est dérivée de la Ferrari 400 Superamerica, dont elle garda le nom pendant son développement, avant que le patronyme Superfast ne soit retenu.
La série fut dès sa présentation limitée à un nombre restreint d'exemplaires, et ce alors que les coûts de développement de plus en plus élevés de nouveaux modèles rendaient les séries limitées économiquement peu viables. De fait, seules 36 voitures furent produites, chacune avec ses particularités.

## Caractéristiques
La carrosserie signée Pininfarina abrite un moteur V12 de 4 962 cm3 et développant 400 chevaux. Ce moteur, conçu conjointement par les ingénieurs Gioacchino Colombo et Aurelio Lampredi, est spécifique à la 500 Superfast et reprend une architecture dite « Colombo ».

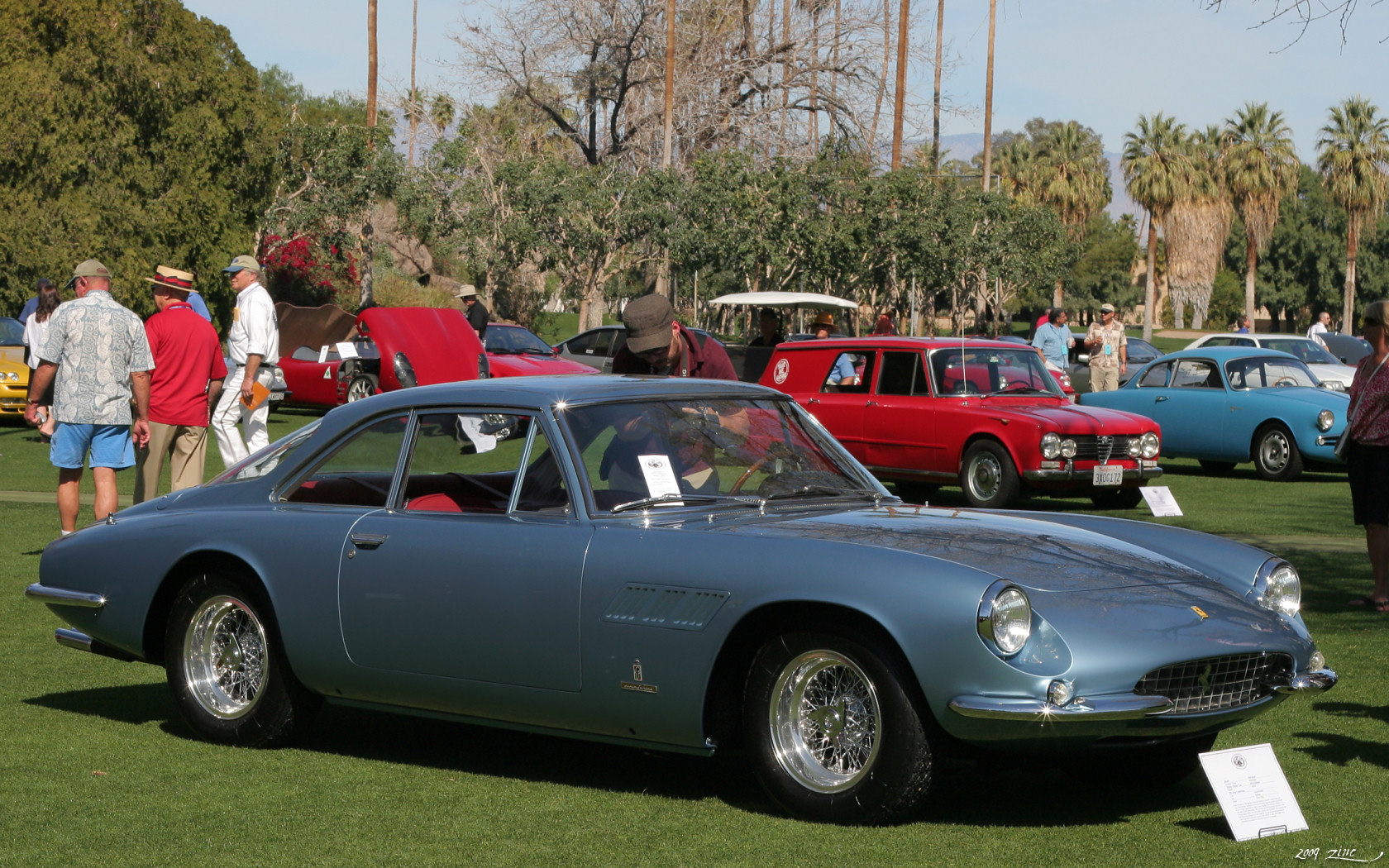
Ferrari Superfast de 1965.

Le nom de Superfast sera repris en 2017 pour la Ferrari 812 Superfast.